# Новели (Империја)
Новели је насеље у Италији у округу Империја, региону Лигурија.
Према процени из 2011. у насељу је живело 11 становника. Насеље се налази на надморској висини од 519 м.